# Podkurzacz

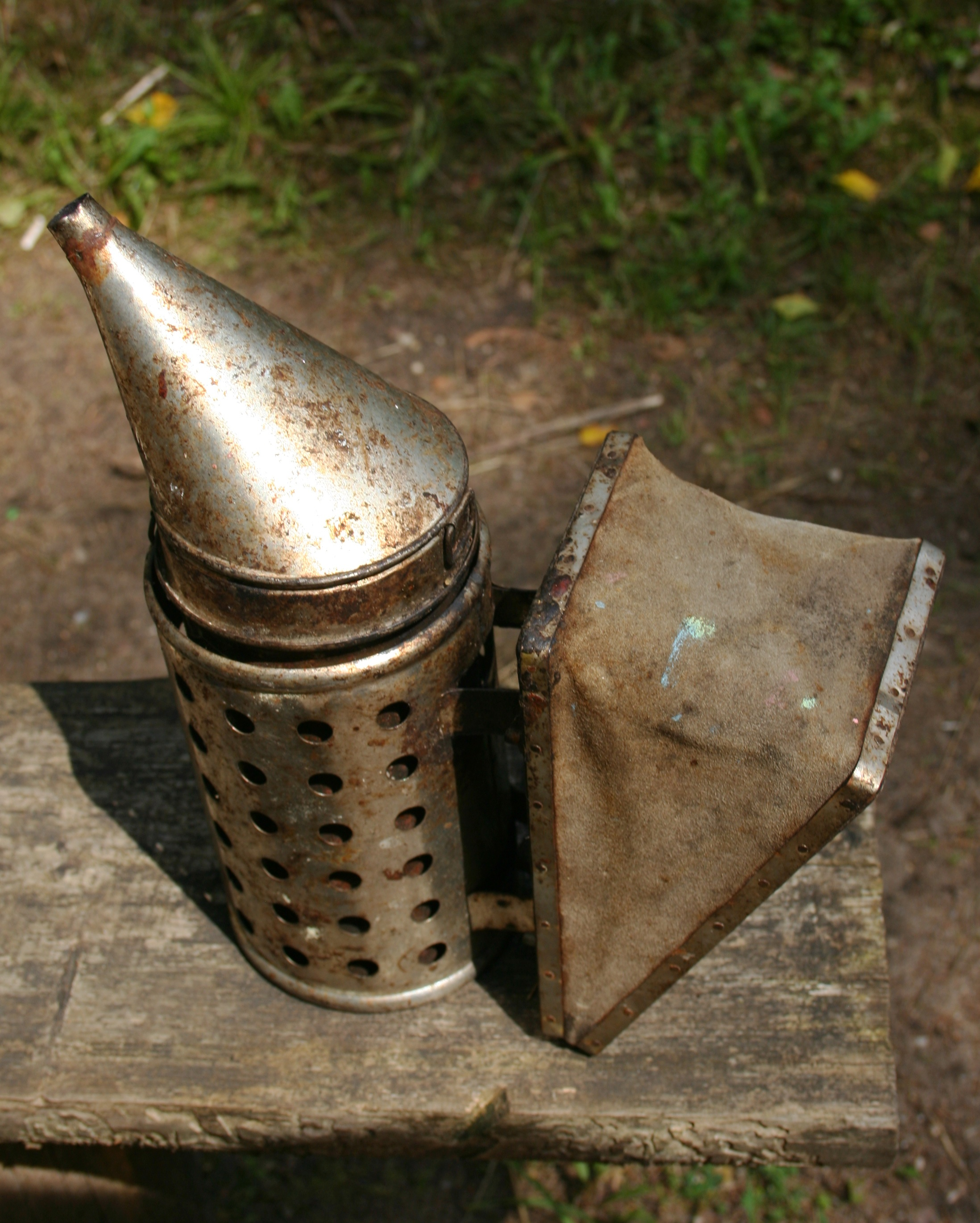
Podkurzacz

Podkurzacz – w pszczelarstwie przyrząd do odymiania pszczół, złożony z korpusu i mieszka. Podkurzacz stosowany jest do uspokojenia podrażnionych pszczół.
W korpusie znajduje się metalowy pojemnik na paliwo (suche próchno drzew liściastych, huby rosnące na drzewach liściastych), które po podpaleniu gasi się pozostawiając żar. Pojemnik z paliwem umieszczony jest w dziurkowanej blasze lub siatce chroniąc przed oparzeniem. Górną część podkurzacza stanowi nakrywka w postaci kominka. Metalowy pojemnik posiada otwór naprzeciw wylotu powietrza z mieszka. Strumień powietrza podtrzymuje żarzenie się, wypiera produkty spalania (dym), otworem w kominku kieruje go w żądane przez pszczelarza miejsce.
W niektórych typach podkurzaczy zamiast mieszka jest wentylator, a kominek zastąpiony jest elastyczną, termotrwałą rurką przymocowaną do nadgarstka.
Tradycyjne paliwo podkurzacza można zamienić na kawałki lnianych tkanin, brykiety z odpadów tytoniowych i torfu, wysuszony krowi nawóz, wysuszone igliwie itp.